# Nogliki
Nogliki (russisch Ноглики) ist eine Siedlung städtischen Typs in der Oblast Sachalin (Russland) mit 11.066 Einwohnern (Stand 1. Oktober 2021).

## Geographie
Die Siedlung liegt nahe der Ostküste der Insel Sachalin, etwa sechs Kilometer vom Ufer des Ochotskischen Meeres entfernt am rechten Ufer des Flusses Tym, eines der bedeutendsten der Insel, unweit seiner Mündung in die Nyjski-Lagune. In den Tym münden im Bereich der Siedlung die Flüsschen Imtschin und Nogliki.
Nogliki ist Verwaltungszentrum des gleichnamigen Rajons Nogliki. Es liegt gut 600 Kilometer (Luftlinie) nördlich der Oblasthauptstadt Juschno-Sachalinsk.

## Geschichte
Nogliki entstand ab Ende der 1940er-Jahre im Zusammenhang mit der Erkundung von Erdöllagerstätten im Nordosten Sachalins. 1960 wurde der Status einer Siedlung städtischen Typs verliehen.

### Bevölkerungsentwicklung
| Jahr | Einwohner |
| ---- | --------- |
| 1939 | 1.237     |
| 1959 | 2.197     |
| 1970 | 5.213     |
| 1979 | 7.130     |
| 1989 | 11.546    |
| 2002 | 10.729    |
| 2010 | 10.231    |

Anmerkung: Volkszählungsdaten

## Wirtschaft und Infrastruktur
Nogliki ist Versorgungsbasis für die nordöstlich der Siedlung vor der Küste Sachalins liegenden Erdgas- und Erdöllagerstätten Sachalin I und Sachalin II. Daneben gibt es Betriebe der Forstwirtschaft.
Die Siedlung ist nördlicher Endpunkt der Hauptstrecke des Eisenbahnnetzes (1520 mm Russische Breitspur) der Insel Sachalin (Streckenkilometer 662 ab Korsakow über Juschno-Sachalinsk). Die Strecke, deren Bau im damals zu Japan gehörenden Südteil der Insel bereits vor 1945 begonnen hatte, erreichte Nogliki 1978.
Bereits 1953 wurde Nogliki von einer von Norden kommenden Eisenbahnstrecke mit Spurweite 750 mm erreicht, deren Bau während der japanischen Besetzung auch des Nordteils der Insel um Ocha 1925 begonnen hatten. Der durchgehende Personenverkehr auf der 228 Kilometer langen Strecke ab Ocha wurde infolge der Eröffnung der Kapspurstrecke in den 1980er Jahren eingestellt; 2006 gab es auf der heute Rosneft gehörenden Strecke noch bescheidenen Güterverkehr. Der 20 Kilometer lange Abschnitt von Nogliki nach Südosten über die Siedlung Katangli zur Anlegestelle Nabil an der Meeresküste wurde in den 1990er Jahren abgebaut.
Am 17. September 2007 wurde ein Flughafen zur Bedienung der Öl- und Gasfördergebiete in Betrieb genommen.